# Digesta Justyniana
Digesta Justyniana (łac. Digesta Iustiniani, pełna nazwa: Iustiniani Augusti Digesta seu Pandectae) – Wybór fragmentów pism 39 jurystów dokonany urzędowo i podniesionych do rangi ustawy. Najobszerniejsza z trzech części wielkiej kompilacji prawa rzymskiego podjętej w latach 528 – 534 przez cesarza Justyniana I Wielkiego. 

## Prace nad ułożeniem Digestów
Konstytucją Deo auctore z 15 grudnia 530 cesarz powierzył Trybonianowi utworzenie komisji w celu ułożenia wyboru cytatów z pism wybitnych prawników, głównie klasycznych. Komisja liczyła 17 osób, obok przewodniczącego Tryboniana i urzędnika zwanego comes sacrarum largitionum należeli do niej 4 profesorowie (antecessores) Theophilus i Cratinus z Konstantynopola oraz Dorotheus i Anatollius z Berytu, a także 11 adwokatów z sądu prefekta pretorii Wschodu (praefectus praetorii Orientis).
Szereg kwestii spornych wyłaniających się w pracy komisji Justynian rozstrzygnął wydając decyzje
zwane Quinquaginta decisiones ("50 decyzji").
Sposób pracy komisji jest treścią różnych teorii (np. iż istniały 3 lub 4 podkomisje, z których jedna zajmowała się dziełami Ulpiana i Paulusa, druga komentarzami do edyktów, trzecia dziełami Papiniana, czwarta mniejszą objętościowo resztą, tzw. appendix). Inna hipoteza głosi, że kompilatorzy opierali się na gotowym zbiorze (tzw. predigesta).

## Promulgacjai treść
Digesta ogłosił Justynian 16 grudnia 533 konstytucją Tanta z mocą od 29 grudnia. Zawierają 9 142 pogrupowane tematycznie fragmenty z pism 38 prawników rzymskich, tworzących od I wieku p.n.e. aż do III wieku n.e. Z założenia fragmenty te miały pochodzić od prawników posiadających przywilej ius publice respondendi, jednakże kompilatorzy wykorzystali również dzieła trzech prawników z okresu przedklasycznego, którzy przywileju tego (nadawanego od czasów Oktawiana Augusta) posiadać jeszcze nie mogli. Według informacji przekazanej przez Justyniana komisja wyselekcjonowała materiał z 2000 ksiąg mających ogółem 3 miliony wersów (duo paene milia librorum esse conscripta et plus quam tricies centena milia versuum), z czego do Digestów trafiło ok. 150 tysięcy wersów (centum quinquaginta paene milia versuum). Do tekstów tych kompilatorzy wprowadzali interpolacje, aby uzgodnić dawne prawo ze współczesnym im. Ich analiza i odkrywanie pierwotnego tekstu od dawna jest przedmiotem zainteresowania uczonych.
Digesta podzielone są na księgi (50), tytuły (429), fragmenty (zwane też leges 'ustawy'). 
Treścią jest prawo ustrojowe (księga 1), cywilne (2 - 46), karne (47 i 48), procesowe (49) i administracyjne (50). Księgi omawiające prawo karne Justynian nazwał "strasznymi" (terribiles libri). Cytowanie podobnie jak Kodeksu - D. lub Dig., kolejne numery: księgi, tytułu, fragmentu i paragrafu (pierwszy paragraf oznaczany jest pr., skrót od principium lub proemium 'początek', drugi jako 1 itd).
Konstytucją Omnem z 16 grudnia 533 Justynian zreformował program nauczania prawa w oparciu o Digesta. 
W trosce o zachowanie ładu prawnego Justynian zabronił komentowania Digestów oraz dokonywania z nich skrótów. Zakaz ten był lekceważony już za jego panowania.
Najstarszy rękopis Digestów, pochodzący z VI wieku, odnaleziono w połowie XI wieku w Pizie, obecnie przechowywany jest we Florencji, nosi miano Florentina.